# Massiccio dell'Arbre
Il Massiccio dell'Arbre è un rilievo montuoso collinare, situato nell'est del dipartimento della Charente, nel sud-ovest della Francia. È la prima vetta del Massiccio centrale venendo dall'oceano Atlantico e che forma un promontorio verso ovest, al confine del Bacino Aquitano.

## Geografia

### Posizione e accessibilità

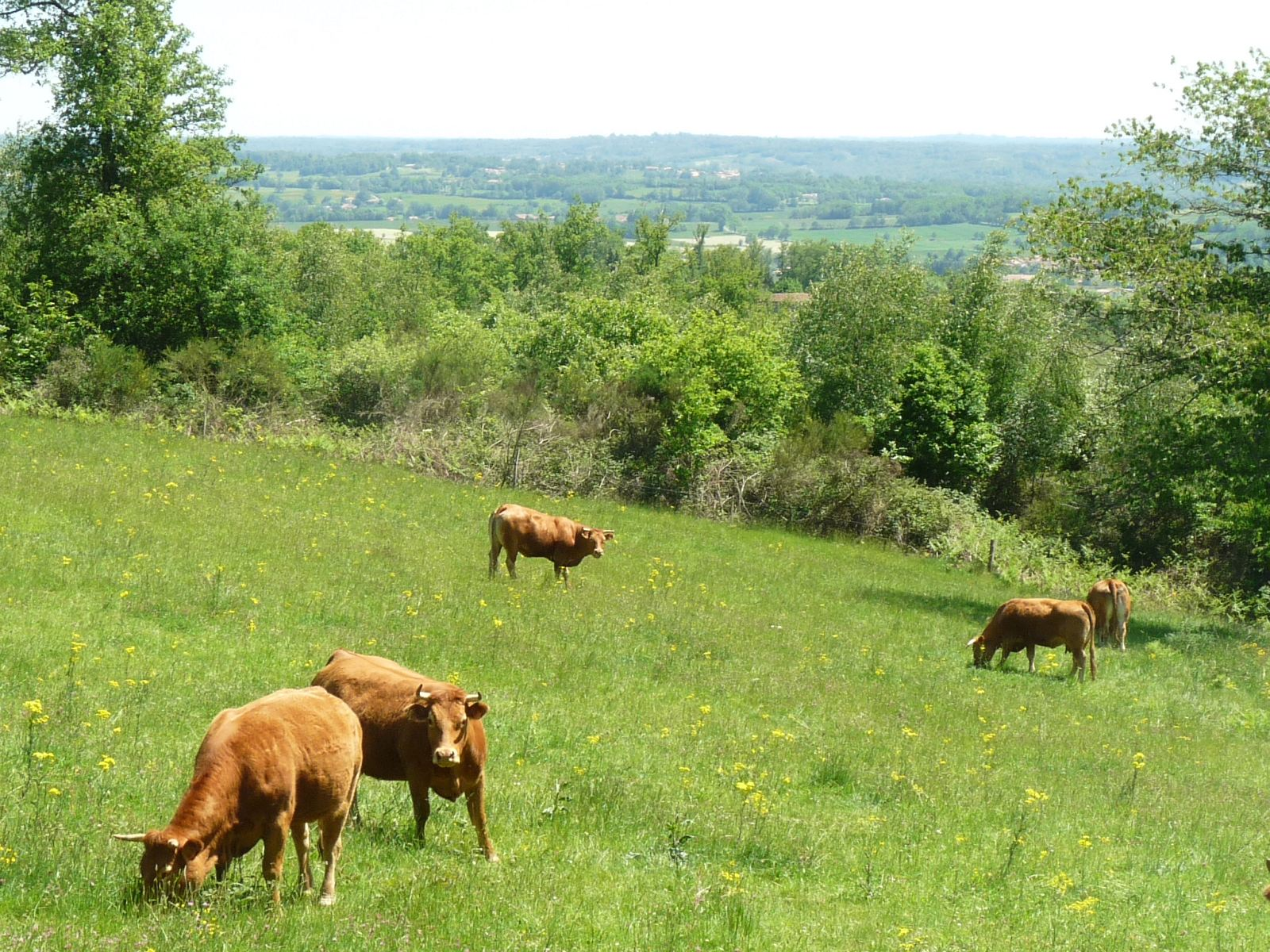
Vista in direzione sud-est, verso Orgedeuil.

Il massiccio dell'Arbre è situato ad una trentina di chilometri ad est di Angoulême, una decina di chilometri ad est di La Rochefoucauld, a nord di Montbron e a sud-est di Chasseneuil.
Esso è situato lontano dai grandi tratti stradali, ma lo attraversano alcune strade provinciali meno frequentate: la D 13 da La Rochefoucauld a Rochechouart lo attraversa da ovest ad est, e la D 16 da Montmoreau a Confolens passando per Montbron e Montembœuf lo attraversa da sud-ovest a nord-est.

### Topografia
È un’estesa catena che, allungandosi da est ad ovest ed essendo formata da colline che raggiungono un'altitudine media di 300 m, culmina a 353 m nella località dell’Arbre in corrispondenza del comune di Mazerolles. Questa catena è collegata al resto del Plateau limousin, parte occidentale del Massiccio centrale all'altezza di Lindois e Montembœuf, e forma un promontorio allungato verso ovest che domina la parte occidentale del dipartimento della Charente, ovvero il confine del Bacino Aquitano che si trova, lui stesso, ad una altitudine di circa 120 m.
La catena si abbassa lentamente verso Saint-Sornin e ad ovest verso la valle della Tardoire, dopo un muro di sostegno con un'altezza di circa 290 m nella località del Peyrou tra Orgedeuil e Mazerolles. Questo promontorio permette di delineare degli immensi panorami che si estendono nelle tre direzioni, nord, ovest, sud, in particolare sulla D 110 da Mazerolles a Saint-Sornin, piccola strada che percorre questa collina.
Questo massiccio è inoltre situato all'estremità occidentale della Charente limousine, al confine dell'Angoumois.
L'Arbre è stato a lungo considerato come il punto culminante della Charente, ma quest'ultimo è in effetti situato più a nord-est, a partire dal confine dell'Alta Vienne fino a Montrollet (Roccia dei volatili, 368 m), ai piedi dei monti di Blond.

### Geologia

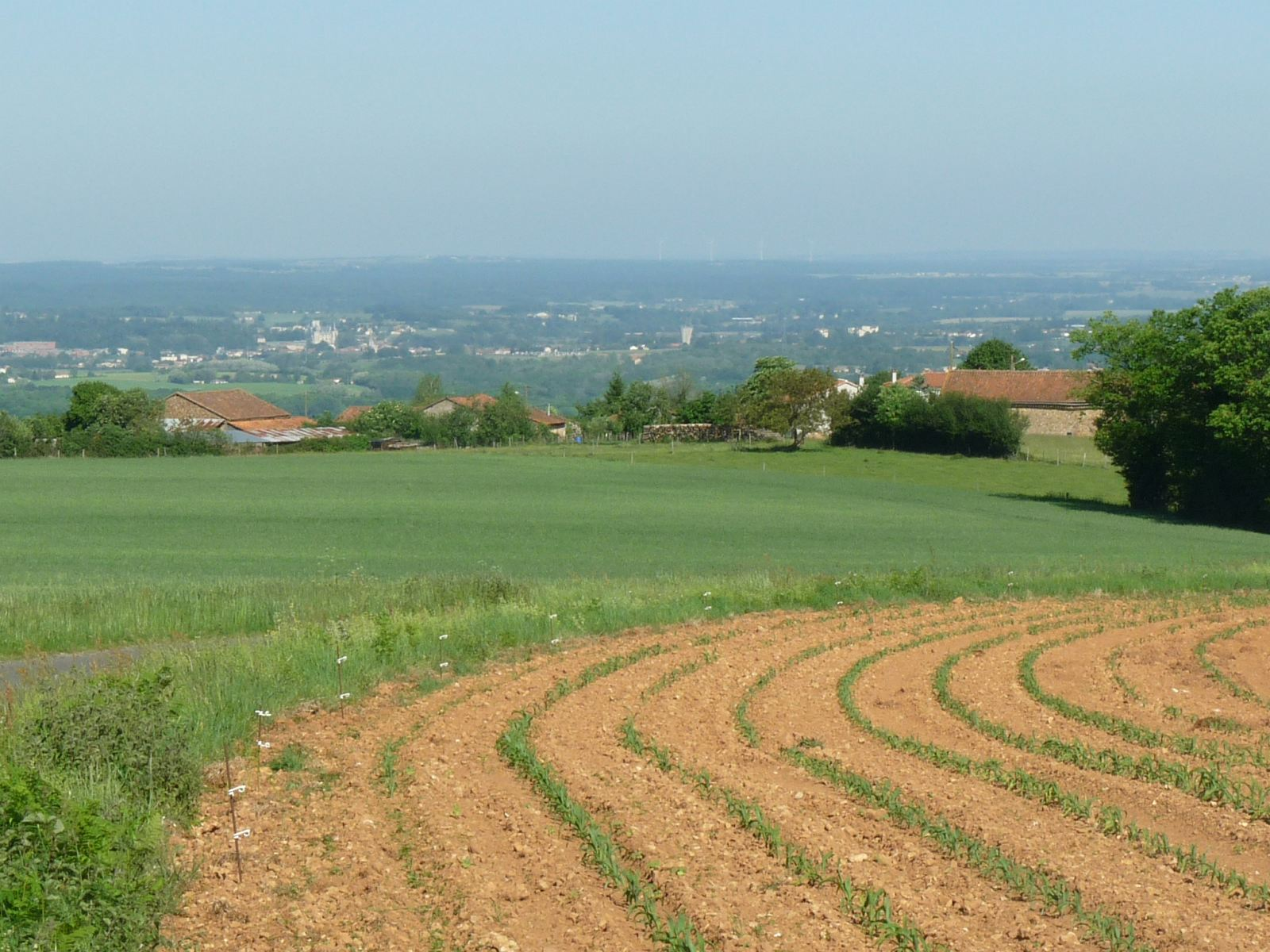
Argilla di selce verso Yvrac-et-Malleyrand.

Un'ampia zona sulla parte orientale del massiccio, ad est di Mas (comune di Mazerolles), è composta da Rocce metamorfiche: micascisto (centro e nord), gneiss (nord-est dopo Montembœuf) e granito (sud-est dopo Le Lindois), rocce che marcano l'inizio del Massiccio centrale.
La parte occidentale e i perimetri sono formati da argilla e selce, terra rossa caratteristica, e da alluvioni detritiche dell'era terziaria recuperate dal calcare, roccia sedimentaria, di origine giurassica del bordo del Bacino Aquitano.

### Flora e fauna
La maggior parte di boschi e foreste è formata da castagni e da querce, come il resto della Charente limousine. Si possono trovare anche delle betulle e degli abeti.
Le praterie permettono l'allevamento della mucca limousine.

## Storia
Il confine della diocesi di Limoges, ereditato dai Romani, comprende una vasta zona della parte orientale del massiccio dell'Arbre, come tutta la Charente limousine, parte nord-est della attuale Charente.
Fino alla Rivoluzione francese, il massiccio faceva parte dell'antica provincia di Limousin, e lo stesso Montembœuf formava un'enclave del Poitou. Dopo la Rivoluzione, durante la formazione dei dipartimenti francesi, la Charente limousine rappresenta la Charente con l'Angoumois, una parte della Saintonge, del Périgord e del Poitou.